# Campeonato Mundial de Atletismo en Pista Cubierta de 1997
El VI Campeonato Mundial de Atletismo en Pista Cubierta se celebró en París (Francia) entre el 7 y el 9 de marzo de 1997 bajo la organización de la Asociación Internacional de Federaciones de Atletismo y la Federación Francesa de Atletismo.
Las competiciones se llevaron a cabo en el Palais Omnisports de Paris-Bercy. Se contó con la presencia de 712 atletas de 118 países. 

## Resultados

### Masculino
| Evento                    | Oro                                                                   | Plata                                                                          | Bronce                                                                       |
| ------------------------- | --------------------------------------------------------------------- | ------------------------------------------------------------------------------ | ---------------------------------------------------------------------------- |
| 60 m (07.03)              | Charalambos Papadias · Grecia · 6,50 s                                | Michael Green Jamaica 6,51 s                                                   | Davidson Ezinwa Nigeria 6,52 s                                               |
| 200 m (08.03)             | Kevin Little Estados Unidos 20,40                                     | Iván García · Cuba · 20,46                                                     | Francis Obikwelu Nigeria 21,10                                               |
| 400 m (09.03)             | Sunday Bada Nigeria 45,51                                             | James Baulch Reino Unido 45,62                                                 | Shunji Karube Japón 45,76                                                    |
| 800 m (09.03)             | Wilson Kipketer Dinamarca 1:42,67                                     | Mahjoub Haida Marruecos 1:45,76                                                | Andrés Simón · Cuba · 1:46,16                                                |
| 1.500 m (08.03)           | Hicham el-Güerrouj Marruecos 3:35,31                                  | Rüdiger Stenzel · Alemania · 3:37,24                                           | William Tanui Kenia 3:37,48                                                  |
| 3.000 m (09.03)           | Haile Gebrselassie Etiopía 7:34,71                                    | Paul Bitik Kenia 7:38,84                                                       | Ismaïl Sghyr Marruecos 7:40,01                                               |
| 60 m vallas (09.03)       | Anier García · Cuba · 7,48                                            | Colin Jackson Reino Unido 7,49                                                 | Tony Dees Estados Unidos 7,50                                                |
| Salto de altura (09.03)   | Charles Austin Estados Unidos 2,35 m                                  | Lambros Papakostas · Grecia · 2,32 m                                           | Dragutin Topić Yugoslavia 2,32 m                                             |
| Salto con pértiga (08.03) | Igor Potapovich · Kazajistán · 5,90                                   | Lawrence Johnson Estados Unidos 5,85                                           | Maxim Tarasov · Rusia · 5,80                                                 |
| Salto de longitud (08.03) | Iván Pedroso · Cuba · 8,51                                            | Kiril Sosunov · Rusia · 8,41                                                   | Joe Greene Estados Unidos 8,41                                               |
| Salto triple (09.03)      | Yoel García · Cuba · 17,30                                            | Aliecer Urrutia · Cuba · 17,27                                                 | Alexander Aseledzhenko · Rusia · 17,22                                       |
| Peso (07.03)              | Yuri Bilonoh · Ucrania · 21,02                                        | Alexander Bagach · Ucrania · 20,94                                             | John Godina Estados Unidos 20,87                                             |
| 4 x 400 m (09.03)         | Estados Unidos Jason Rouser Mark Everett Sean Maye Deon Minor 3:04,93 | Jamaica Linval Laird Michael McDonald Dinsdale Morgan Gregory Haughton 3:08,11 | Francia Pierre Marie Hilaire Rodrigue Nordin Loic Lerouge Fred Mango 3:09,68 |
| Heptatlón (09.03)         | Robert Změlík · República Checa · 6.228 pts.                          | Erki Nool Estonia 6.213 pts.                                                   | Jón Arnar Magnússon Islandia 6.145 pts.                                      |

### Femenino
| Evento                    | Oro                                                                                              | Plata                                                                                      | Bronce                                                                        |
| ------------------------- | ------------------------------------------------------------------------------------------------ | ------------------------------------------------------------------------------------------ | ----------------------------------------------------------------------------- |
| 60 m (07.03)              | Gail Devers Estados Unidos 7,06 s                                                                | Chandra Sturrup Bahamas 7,15 s                                                             | Frédérique Bangué Francia 7,17 s                                              |
| 200 m (08.03)             | Ekaterini Koffa · Grecia · 22,76                                                                 | Juliet Chuthbert Jamaica 22,77                                                             | Svetlana Goncharenko · Rusia · 22,85                                          |
| 400 m (09.03)             | Jearl Miles-Clark Estados Unidos 50.96                                                           | Sandie Richards Jamaica 51,17                                                              | Helena Fuchsová · República Checa · 52,04                                     |
| 800 m (09.03)             | Maria de Lurdes Mutola Mozambique 1:58,96                                                        | Natalia Dujnova · Bielorrusia · 1:59,31                                                    | Joetta Clark Estados Unidos 1:59,82                                           |
| 1.500 m (09.03)           | Ekaterina Podkopayeva · Rusia · 4:05,19                                                          | Patricia Djaté-Taillart Francia 4:06,16                                                    | Lidia Chojecka · Polonia · 4:06,25                                            |
| 3.000 m (08.03)           | Gabriela Szabó · Rumania · 8:45,75                                                               | Sonia O'Sullivan Irlanda 8:46,19                                                           | Fernanda Ribeiro Portugal 8:49,79                                             |
| 60 m vallas (09.03)       | Michelle Freeman Jamaica 7,82                                                                    | Gillian Russell Jamaica 7,84                                                               | Cheryl Dickey Estados Unidos / Patricia Girard Francia 7,84                   |
| Salto de altura (08.03)   | Stefka Kostadinova Bulgaria 2,02 m                                                               | Inga Babakova · Ucrania · 2,00 m                                                           | Hanne Haughland · Noruega · 2,00 m                                            |
| Salto con pértiga (09.03) | Stacy Dragila Estados Unidos 4,40                                                                | Emma George Australia 4,35                                                                 | Weiyan Cai China 4,35                                                         |
| Salto de longitud (09.03) | Fiona May · Italia · 6,86                                                                        | Chioma Ajunwa Nigeria 6,80                                                                 | Agata Karczmarek · Polonia · 6,71                                             |
| Salto triple (08.03)      | Inna Lasovskaya · Rusia · 15,01                                                                  | Ashia Hansen Reino Unido 14,70                                                             | Šárka Kašpárková · República Checa · 14,66                                    |
| Peso (08.03)              | Vita Pavlish · Ucrania · 20,00                                                                   | Astrid Kumbernuss · Alemania · 19,92                                                       | Irina Korzharenko · Rusia · 19,49                                             |
| 4 x 400 m (09.03)         | Rusia · Tatiana Chebikina · Svetlana Goncharenko · Olga Kotliarova · Tatiana Alexeyeva · 3:26,84 | Estados Unidos Shanelle Porter Natasha Kaiser-Brown Anita Howard Jearl Miles-Clark 3:27,66 | Alemania · Anja Rücker · Anke Feller · Heike Meissner · Grit Breuer · 3:28,39 |
| Pentatlón (07.03)         | Sabine Braun · Alemania · 4.780 pts.                                                             | Mona Steigauf · Alemania · 4.681 pts.                                                      | Kym Carter Estados Unidos 4.627 pts.                                          |

1. ↑  Descalificación por dopaje de la medallista de bronce, la estadounidense Mary Slaney.[1]

## Medallero
| Núm. | País            | Oro | Plata | Bronce | Total |
| ---- | --------------- | --- | ----- | ------ | ----- |
| 1    | Estados Unidos  | 6   | 2     | 7      | 15    |
| 2    | Cuba            | 3   | 2     | 0      | 5     |
| 3    | Rusia           | 3   | 1     | 4      | 8     |
| 4    | Ucrania         | 2   | 2     | 0      | 4     |
| 5    | Grecia          | 2   | 1     | 0      | 3     |
| 6    | Jamaica         | 1   | 5     | 0      | 6     |
| 7    | Alemania        | 1   | 3     | 1      | 5     |
| 8    | Nigeria         | 1   | 1     | 2      | 4     |
| 9    | Marruecos       | 1   | 1     | 1      | 3     |
| 10   | República Checa | 1   | 0     | 2      | 3     |
| 11   | Bulgaria        | 1   | 0     | 0      | 1     |
| 11   | Dinamarca       | 1   | 0     | 0      | 1     |
| 11   | Etiopía         | 1   | 0     | 0      | 1     |
| 11   | Italia          | 1   | 0     | 0      | 1     |
| 11   | Kazajistán      | 1   | 0     | 0      | 1     |
| 11   | Mozambique      | 1   | 0     | 0      | 1     |
| 11   | Rumania         | 1   | 0     | 0      | 1     |
| 18   | Reino Unido     | 0   | 3     | 0      | 3     |
| 19   | Francia         | 0   | 1     | 3      | 4     |
| 20   | Kenia           | 0   | 1     | 1      | 2     |
| 21   | Australia       | 0   | 1     | 0      | 1     |
| 21   | Bahamas         | 0   | 1     | 0      | 1     |
| 21   | Bielorrusia     | 0   | 1     | 0      | 1     |
| 21   | Estonia         | 0   | 1     | 0      | 1     |
| 21   | Irlanda         | 0   | 1     | 0      | 1     |
| 26   | Polonia         | 0   | 0     | 2      | 2     |
| 27   | China           | 0   | 0     | 1      | 1     |
| 27   | Islandia        | 0   | 0     | 1      | 1     |
| 27   | Japón           | 0   | 0     | 1      | 1     |
| 27   | Noruega         | 0   | 0     | 1      | 1     |
| 27   | Portugal        | 0   | 0     | 1      | 1     |
| 27   | Yugoslavia      | 0   | 0     | 1      | 1     |
|      | TOTAL           | 28  | 28    | 29     | 85    |